# Ellis (Kansas)
Ellis – miasto położone w Hrabstwie Ellis.